# Mack Hellings
Mack Hellings, ameriški dirkač Formule 1, * 14. september 1915, Fort Dodge, Iowa, ZDA, † 11. november 1951, Kern County, Kalifornija, ZDA.
Mack Hellings je pokojni ameriški dirkač, ki je med letoma 1948 in 1951 sodeloval na ameriški dirki Indianapolis 500, ki je med letoma 1950 in 1960 štela tudi za prvenstvo Formule 1. Najboljši rezultat je dosegel na dirki leta 1950, ko je zasedel trinajsto mesto. Leta 1951 je umrl v letalski nesreči pri mestu Kern County.